# Żebry (Białoruś)
Żebry (biał. Жабры; ros. Жабры) – wieś na Białorusi, w obwodzie grodzieńskim, w rejonie brzostowickim, w sielsowiecie Brzostowica.
W XIX w. wieś i 4 majątki ziemskie. W dwudziestoleciu międzywojennym wieś leżała w Polsce, w województwie białostockim, w powiecie grodzieńskim.